# Reiji Matsumoto
Leiji Matsumoto (jap. 松本 零士 Matsumoto Reiji) (ur. 25 stycznia 1938 w Kurume, prefektura Fukuoka, Japonia, zm. 13 lutego 2023 w Tokio) – japoński twórca wielu mang i serii anime.

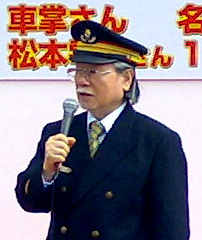
Leiji Matsumoto, 2008

Imię 零士 pisane znakami (kanji) czyta się Reiji, ale gdy jest pisane alfabetem łacińskim, jest to nie Reiji, ale Leiji. R zostało zastąpione przez L (nieistniejące w języku japońskim). Zostało ono wzięte od lwa „Lion L”, czarnego charakteru z opowiadania Sōji Yamakawy pt. Shōnen ōja, które uwielbiał czytać, gdy był chłopcem.

## Życiorys
Zadebiutował w 1953 roku, wygrywając konkurs organizowany przez pismo Manga Shōnen. Jego manga została doceniona i wydana jeszcze tego samego roku.
W roku 1957 wyjechał do Tokio, gdzie spędził 6 lat swojego życia. W tym czasie rysował głównie mangi z gatunku shōjo-manga (pomimo iż sam nie przepadał za tego rodzaju tematyką). Wtedy także poznał swoją przyszłą żonę, rysowniczkę Miyako Maki, z którą po roku znajomości wziął ślub.
Wraz z rokiem 1968 Leiji opublikował swoją pierwszą mangę o tematyce science fiction pt. Sexaroid, która odniosła wielki sukces, stając się również wzorcem dla późniejszych twórców. Od tego czasu jego twórczość uległa podziałowi na trzy główne wątki: fantastyka naukowa, western oraz tematyka wojenna.
Debiutem Matsumoto na rynku anime stał się zrealizowany według jego scenariusza Galaxy Express 999. Sam Leiji uważa za swój filmowy debiut anime Uchū Senkan Yamato (1973), a za życiowe spełnienie adaptację Pierścienia Nibelungów.

## Twórczość
- Arei no Kagami
- Fairy Hotaruna
- Space Battleship Yamato
- Planet Robot Danguard Ace
- Galaxy Express 999 (1977–1981)
- Captain Harlock (1977–1979)
- Starzinger
- Queen Millennia
- Arcadia of My Youth
- Arcadia of My Youth: Endless Orbit SSX
- The Cockpit
- Maeterlinck's Blue Bird: Tyltyl and Mytyl's Adventurous Journey
- Queen Emeraldas
- Tiger-Striped Mii
- The Ultimate Time Sweeper Mahoroba (manga)
- Fire Force DNAsights 999.9
- Harlock Saga Der Ring des Nibelungen
- Maetel Legend
- Cosmo Warrior Zero
- Gun Frontier (1972–1975)
- Space Pirate Captain Harlock The Endless Odyssey
- Pu Pu (1974)
- Submarine Super 99
- Interstella 5555: The 5tory of the 5ecret 5tar 5ystem (2003)
- The Galaxy Railways
- Great Yamato #0
- Space Symphony Maetel
- Submarine Super 99 (1964)
- Kousoku Esper (1968–1970)
- Sexaroid (1968–1970)
- Machinner series (1969–1970)
- Mystery Eve (1970–1971)
- Dai-yojo-han series (1970–1974)
- Otoko Oidon (1971–73)
- Senjo Manga series (1973–1978)
- Insect (1975)

## Interstella
Początkowo powstały 4 klipy do piosenek singlowych, jednak dzięki ich wysokiej popularności zdecydowano się na dokończenie historii. Interstella 5555: The 5tory of the 5ecret 5tar 5ystem jest pełnometrażowym filmem obrazującym 14 utworów z albumu Discovery, francuskiego zespołu Daft Punk. Premiera tego anime miała miejsce na festiwalu filmowym w Cannes 18 maja 2003 roku.